# Montreuil-aux-Lions
Montreuil-aux-Lions je francouzská obec v departementu Aisne v regionu Hauts-de-France. V roce 2011 zde žilo 1 396 obyvatel.

## Sousední obce
Bézu-le-Guéry, Dhuisy (Seine-et-Marne), Marigny-en-Orxois, Sainte-Aulde (Seine-et-Marne)

## Vývoj počtu obyvatel
Počet obyvatel 